# 4Imprint
4Imprint Group plc ist ein britischer Direktvermarkter von Werbeartikeln mit Sitz in London. Das Unternehmen verfügt über Niederlassungen in den USA, Kanada, dem Vereinigten Königreich und Irland.
Das Unternehmen ist an der Londoner Börse gelistet und Teil des FTSE 250 Index.

## Geschichte
Das Unternehmen wurde 1985 von Dick Nelson als Nelson Marketing in Logansport, Indiana, gegründet. Es wurde 1996 von der Bemrose Corporation übernommen. Im Jahr 2000 stieg die Bemrose Corporation aus dem Papierproduktgeschäft aus und änderte ihren Namen in 4imprint Group plc. Die nordamerikanische Abteilung wurde in 4imprint Inc. umbenannt.
Im Jahr 2003 erwarb die Private-Equity-Gesellschaft Hanover Investors innerhalb eines Monats über 26 % von 4imprint. Sie führten einen Aktionärsaufstand an, und die Aktionäre forderten die Absetzung aller nicht geschäftsführenden Direktoren, nachdem die Gespräche zwischen 4imprint und Hanover Investors gescheitert waren.  In diesem Zusammenhang wurde dem aktuellen CEO, Kevin Lyons-Tarr, die Leitung übertragen.
4imprint eröffnete 2009 ein Vertriebszentrum in Oshkosh, Wisconsin.
Im Oktober 2024 schloss das Unternehmen die Erweiterung seines Betriebs in Oshkosh ab. Durch die Erweiterung um 15.800 Quadratmeter vergrößerte sich die Gesamtfläche der Anlage auf 44.200 Quadratmeter. In diesem Werk sind rund 50 % der gesamten Belegschaft beschäftigt.
Im Laufe der Unternehmensgeschichte wurden folgende Firmen erworben: Bourne Publicity (1999), AIA Corporation (2000), Supreme Holdings (2006) und Fox Graphics (2022).

## Geschäftsfelder
Obwohl der Hauptsitz in London ist, werden 97 % der Geschäftstätigkeit von 4imprint in den USA und Kanada ausgeübt. 2024 wurde das Unternehmen nach Umsatz als größter Distributor in der Werbeartikelbranche in Nordamerika eingestuft.